# Galeon
Galeon은 그놈 데스크톱 환경에 일관된 브라우징 경험을 제공한다는 목표로 마르코 페센티 그리티(Marco Pesenti Gritti)가 만든 단종된 게코 기반 웹 브라우저이다. 속도, 구성 및 기능의 유연성으로 인해 2000년대 초반에 어느 정도 인기를 얻었다.
Galeon의 미래에 대한 의견 차이로 인해 2002년 개발 팀이 분열되었고, 이로 인해 브라우저의 초기 작성자와 다른 여러 개발자가 떠나게 되었다. 이 사건은 브라우저의 인기 하락의 시작을 알리며 2008년 9월에 브라우저가 중단되었다. 이후 Galeon의 일부 기능은 Galeon의 후손인 에피파니(Epiphany, 즉 현재의 웹)로 이식되었다.